# Центральный тычок
Центральный тычок — дебют в русских шашках. Табия дебюта возникает после ходов 1.gf4 fg5 2.cd4 gf6 3.hg3 gh4 4.dc5 d:b4 5.a:c5 b:d4 6.e:c5 — характерный двойной размен на с5 (см. тычок) при игре чёрных на левом фланге и белых в центре.
Чёрные могут отказаться играть на шашку с5 (тычок) и перевести игру в русло другого дебюта, называемого в некоторых источниках отказанный центральный тычок.
Фёдоров В.А. – Федулов Е.Э. 1:1 1.gf4 fg5 2.cd4 gf6 3.hg3 ba5 4.gh4 de5   5.f:d6 c:c3 6.b:d4 gf4 7.e:g5 h:f4 8.ab2 hg7   9.gh2 ab6 10.fg3 ba7 11.g:e5 bc5 12.d:b6 a:c5 13.dc3 f:d4 14.c:e5 ef6 15.cd2 f:d4 16.dc3 de7 17.c:e5 ef6 18.hg3 f:d4 19.bc3 d:b2 20.a:c1 =

## Примеры партий
6-й чемпионат мира по русским шашкам по электронной переписке, 20.01.2010г.-30.02.2010
Орехов В.П. – Варкаускас Р.П. 1:1   1.gf4 fg5 2.cd4 gf6 3.hg3 gh4 4.dc5 b:d4   5.e:c5 d:b4 6.a:c5 hg7 7.bc3 cd6 8.cb4 dc7   9.de3 fg5 10.ab2 ef6 11.c:e7 f:d8 12.ba3 de7 13.ed2 ed6 14.dc3 gf6 15.ba5 fg7 16.cb4 ab6 17.cb2 ba7 =
Васильев В.С. – Родригес А. 1:1 1.gf4 fg5 2.cd4 gf6 3.hg3 gh4 4.dc5 d:b4   5.a:c5 b:d4 6.e:c5 hg7 7.ba3 fe5 8.f:d6 c:e5   9.gf4 e:g3 10.gh2 gf6 11.h:f4 fg5 12.fe3 ed6 13.c:e7 f:d6 14.ab4 de5 15.f:d6 hg3 16.ed4 gh4 17.dc5 hg5 18.ab2 gh2 19.ba3 hg3 20.de3 gh4 21.cd2 hg1 22.ba5 g:b6 23.a:c7 d:b6 24.de7 gh2 25.ed8 ba5 26.ab4 a:c3 27.d:b4 =
1-st Internet World championship Sankt-Petersburg 64-russian classical (8x8), 01.02.2010г.-12.07.2010
Rostovikov V – Fominih MJ 1:1   1.gf4 fg5 2.cd4 gf6 3.hg3 gh4 4.dc5 b:d4   5.e:c5 d:b4 6.a:c5 hg7 7.bc3 cd6 8.cb4 dc7   9.de3 fg5 10.ed2 ef6 11.c:e7 f:d8 12.dc3 ab6 13.cb2 ba7 14.cd4 cd6 15.ba3 bc5 16.d:b6 a:c5 17.ab2 gf6 18.bc3 fe5 19.ed4 c:e3 20.f:f6 g:e3 21.fg7 h:f2 22.cd4 e:c5 23.g:e3 cd4 24.e:e7 d:h8 =
Makusev I – Nosaljuk J 1:1 1.gf4 fg5 2.cd4 gf6 3.hg3 gh4 4.dc5 b:d4   5.e:c5 d:b4 6.a:c5 hg7 7.bc3 fg5 8.ab2 g:e3   9.f:d4 h:f2 10.e:g3 gf6 11.gf4 fe5 12.d:f6 e:e3 13.d:f4 cd6 14.c:e7 f:d6 15.cd2 dc5 16.ba3 de7 17.de3 ef6 18.cb4 fe5 19.b:d6 e:c7 20.ab4 ab6 21.ed4 ba5 22.bc5 cb6 23.c:a7 ab4 24.fe5 hg5 25.ed6 gh4 26.de5 hg3 27.ef6 bc3 28.fg7 cb2 29.gh8 =